# Jeff Schiebler
Jeff Schiebler, född 1 juni 1973, är en friidrottare från Kanada. Han deltog vid olympiska sommarspelen 1996 och olympiska sommarspelen 2000.